# KOF: Maximum Impact 2
KOF: Maximum Impact 2, (Impacto máximo 2 en español) lanzado en América del Norte como The King of Fighters 2006, es un videojuego de lucha competitivo en 3D. fue producido por SNK Playmore para la PlayStation 2 en 2006. también fue lanzado para consolas arcade bajo el título The King of Fighters 2006: Regulation A. Es la secuela de KOF: Maximum Impact, que a su vez fue un spin-off de la serie The King of Fighters.

## Trama
Muchos sostuvieron que el torneo de lucha ilegal en Southtown fue patrocinado por el sindicato de pandillas "Mephistopheles" para lograr la aniquilación de sus rivales y obtener algo de capital operativo. Después de que su "Rey", Duke, sufriera la derrota a manos de Alba Meira en la final, él y su organización desaparecieron de Southtown. Mientras tanto, los medios, firmemente bajo el control de Duke, lanzaron una andanada de revelaciones sensacionales basadas en información de fuentes confidenciales sobre sus antiguos opresores. A pesar de este nuevo torrente de "información", casi nadie sabía que una entidad aún mayor había estado tirando de los hilos de las marionetas de Mefistófeles.
La verdad detrás del nombre de la organización Addes solo se conocía en los oscuros recovecos del inframundo. Nadie tenía ni idea de lo que realmente implicaba y hacia esta organización. Ahora, otro de los de Addes fue a revelar una nueva batalla real. Se enviaron invitaciones en sobres blancos a los luchadores más poderosos del mundo, quienes no se podrán resistir a la llamada de la batalla de Addes.
Como se indica en la novela privada de Alba Meira de Akihiko Ureshino en el sitio oficial de KOF Maximum Impact 2 (que sirve como seguimiento oficial de la historia de este mismo), Alba fue de hecho quien derrotó a Jivatma y Luise. A raíz de eso Soiree fue secuestrado y Alba no lo ha vuelto a ver desde entonces.

## Personajes
El juego presenta 24 personajes inicialmente seleccionables, así como 14 personajes secretos (incluido el jefe final), para un total de 38 personajes jugables. 
Los personajes en negrita debutan en la serie :
- Alba Meira
- Athena Asamiya
- Bonne Jenet (personaje oculto)
- Billy Kane
- Chae Lim
- Clark Still
- Duke
- Fio Germi (personaje oculto)
- Hyena (personaje oculto)
- Iori Yagami
- K'
- Kim Kaphwan (personaje oculto)
- Kula Diamond
- Kyo Kusanagi
- Leona Hidern
- Lien Neville
- Lilly Kane (personaje oculto).
- Luise Meyrink
- Mai Shiranui
- Maxima
- Mignon Beart
- Nagase
- Nightmare Geese
- Ninon Beart (personaje oculto)
- Ralf Jones
- Richard Meyer (personaje oculto)
- Rock Howard
- Ryo Sakazaki
- Seth
- Soiree Meira
- Terry Bogard
- Yuri Sakazaki

Personajes Alternativos Ocultos:
- Kyo Kusanagi Classic: Kyo Kusanagi con un conjunto de moveset basado en KOF '95, y lleva su atuendo de la saga Orochi y NESTS.
- Wild Wolf: es Terry Bogard con la vestimenta que usa en Garou: Mark of the Wolves.
- Mr. Karate II: es Ryo Sakazaki con la vestimenta que usa en Buriki One.
- Armor Ralf: Una versión de Ralf que no se inmuta cuando es golpeado y cuyos ataques aumentan considerablemente el daño de la guardia. Según su historia de fondo, lleva una armadura experimental que originalmente dudaba en usar.
- Hanzo Hattori: De Samurai Shodown, comparte la mayoría de sus movimientos (y una intro especial) con nagase. Según su historia de fondo, conoció a Jivatma una vez en el pasado.

Jefe Final:
- Jivatma: Como Duke perdió la pelea ante Alba en el último Torneo, Jivatma lleva a cabo este Torneo para Addes, pero después de su derrota en el Torneo por Alba Meira, se lleva a Soiree con él.

## Revision

### Regulation A
Una actualización de Maximum Impact 2, se lanzó para el sistema arcade Taito Type X2 en julio de 2007. Es el único lanzamiento para una arcade realizado para la serie KOF: MI e incluye a Ash Crimson, Blue Mary, Makoto Mizoguchi de la serie Fighter's History de Data East en sus versiones 3D. y al recién llegado Xiao Lon, que es un Hizoku Assassin como su hermano mayor, Duo Lon, en la lista de personajes. Regulation "A" es una nueva versión de Maximum Impact 2, pero con el clásico 3 contra 3 de la serie 2D. agregado con la esperanza de ganarse la base de fanáticos de la serie, así como a los nuevos jugadores.
A pesar de la adición de cuatro nuevos personajes, Armor Ralf ha sido eliminado de esta versión, al igual que varias etapas, así como el modo historia y desafío de Maximum Impact 2. Además, todos los personajes han perdido la mitad de sus atuendos tanto el tipo normal como el alternativo. Se han agregado pista de música nueva, incluidas canciones del Maximum Impact original y Sengoku 3, además de nuevas versiones alternativas de los escenarios existentes y un nuevo escenario para Makoto Mizoguchi.
El juego también fue lanzado para PlayStation 2 exclusivamente solo para Japón, el 26 de julio de 2007. Se planeó su lanzamiento en los EE. UU. Junto con RA2, pero se canceló debido al momento de KOF XII.

### Regulation A2
Una secuela de Maximum Impact Regulation A fue anunciada para la PlayStation 2 y la consola arcade Taito Type X2 en el Tokyo Game Show de 2007. Muchos creyeron que el juego se suspendió debido al desarrollo de The King of Fighters XII, pero luego se canceló.

## The King of Fighters: Another Day
The King of Fighters: Another Day es una serie animada basada en la popular serie de juegos de lucha The King of Fighters. Fue producido y animado por Production I.G, y gira en torno a la trama de KOF: Maximum Impact, junto con algunos toques de la historia actual sobre Ash Crimson, quien se unió a la pandilla MI en el juego de arcade, Regulation. "A". La serie ONA se incluyó con el lanzamiento japonés de Maximum Impact 2.

## Recepción
El juego estuvo nominado al "PSXE  2006 Juego de los Premios de Año" en la categoría Más Luchando Juego, pero  pierda a Tekken 5: Resurrección Oscura. Greg Kasavin De GameSpot ranked el juego como bueno, dándolo una puntuación de 7.3 encima 10. Comente mientras el juego era altamente mejorado de su prequel,  tenga muchos asuntos. Uso de 3#D gráficos, a pesar de que siendo alabados demasiado para ser "buenos en más casos", no hizo cambios a luchas en comparación a 2#D juegos de la serie. Aun así,  alabe la variabilidad de playable caracteres con movimientos diferentes así como sus trajes alternativos. 1up.com reviewer Richard Li valorado el juego como B+. También alabe el uso de trajes alternativos, comentando  "hacen incluso el seguidor más condimentado chuckle." Alabe la mecánica de luchas por decir  son mucho mejor del primer Impacto Máximo, dejando los jugadores para utilizar táctica nueva para derrotar su/su adversario.
El juego vendió 56,431 unidades en Japón.